# Hannie Schaft

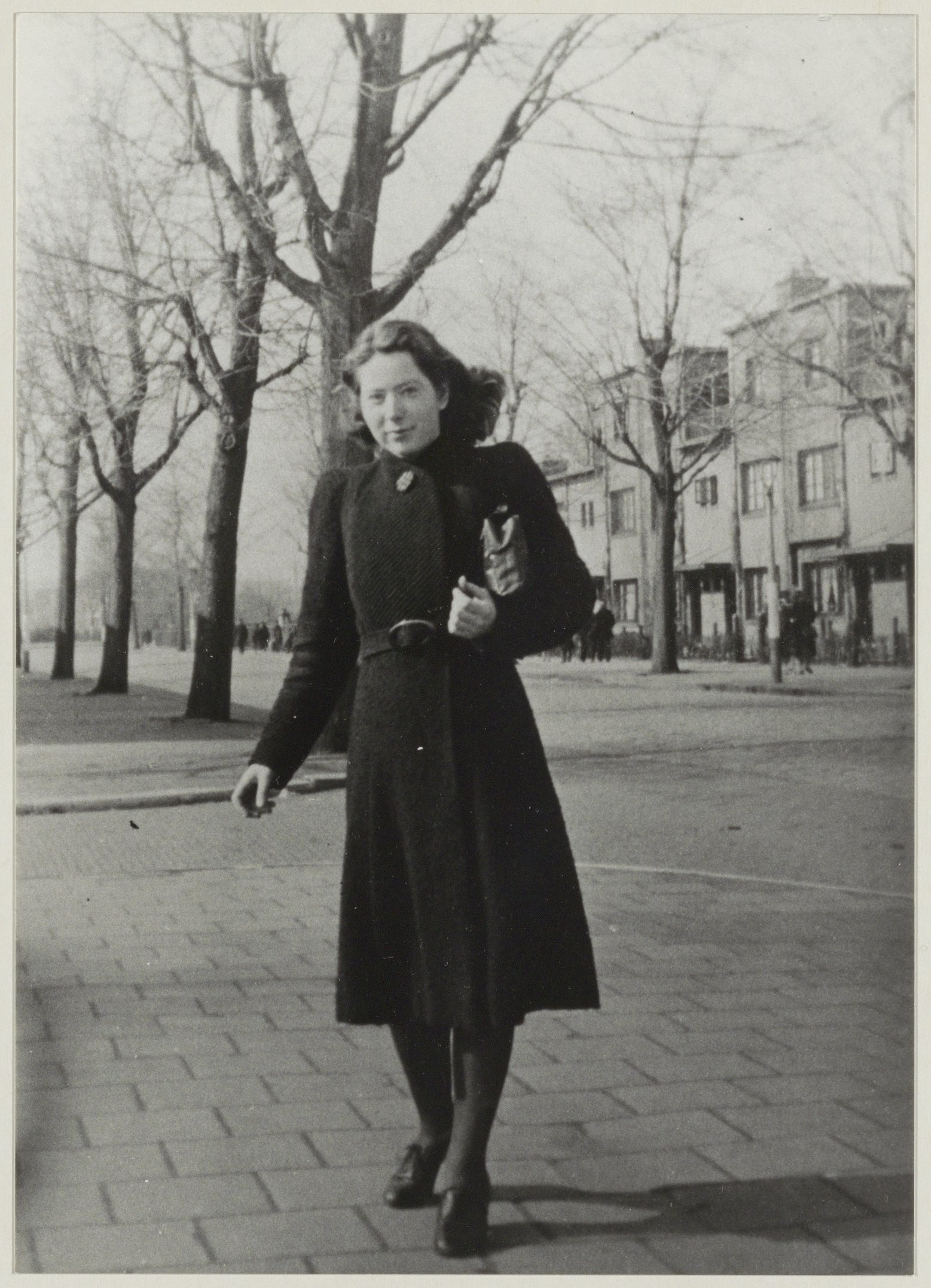
Hannie Schaft (um 1939)

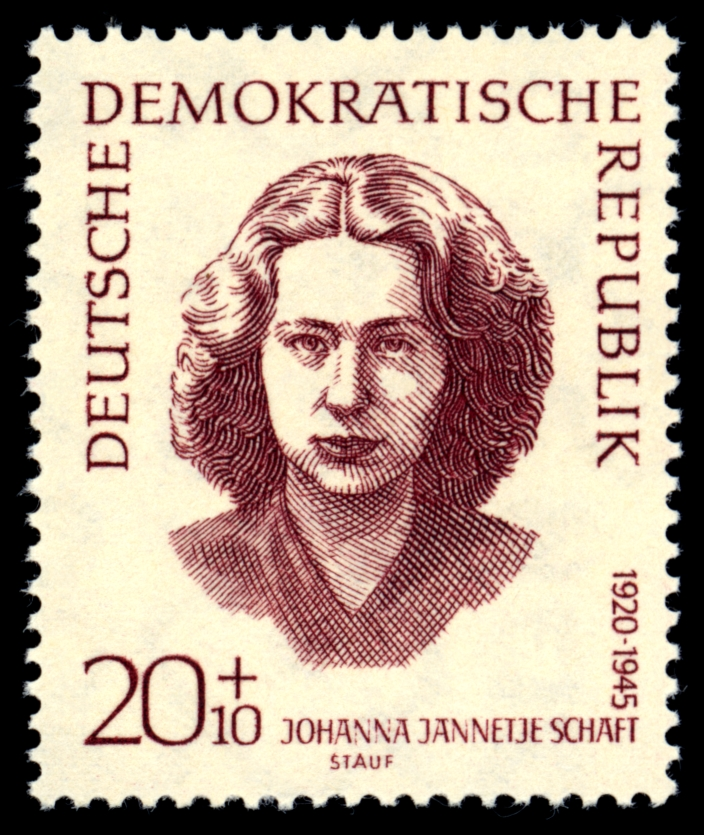
Hannie Schaft auf einer Briefmarke der Deutschen Post der DDR (1962)

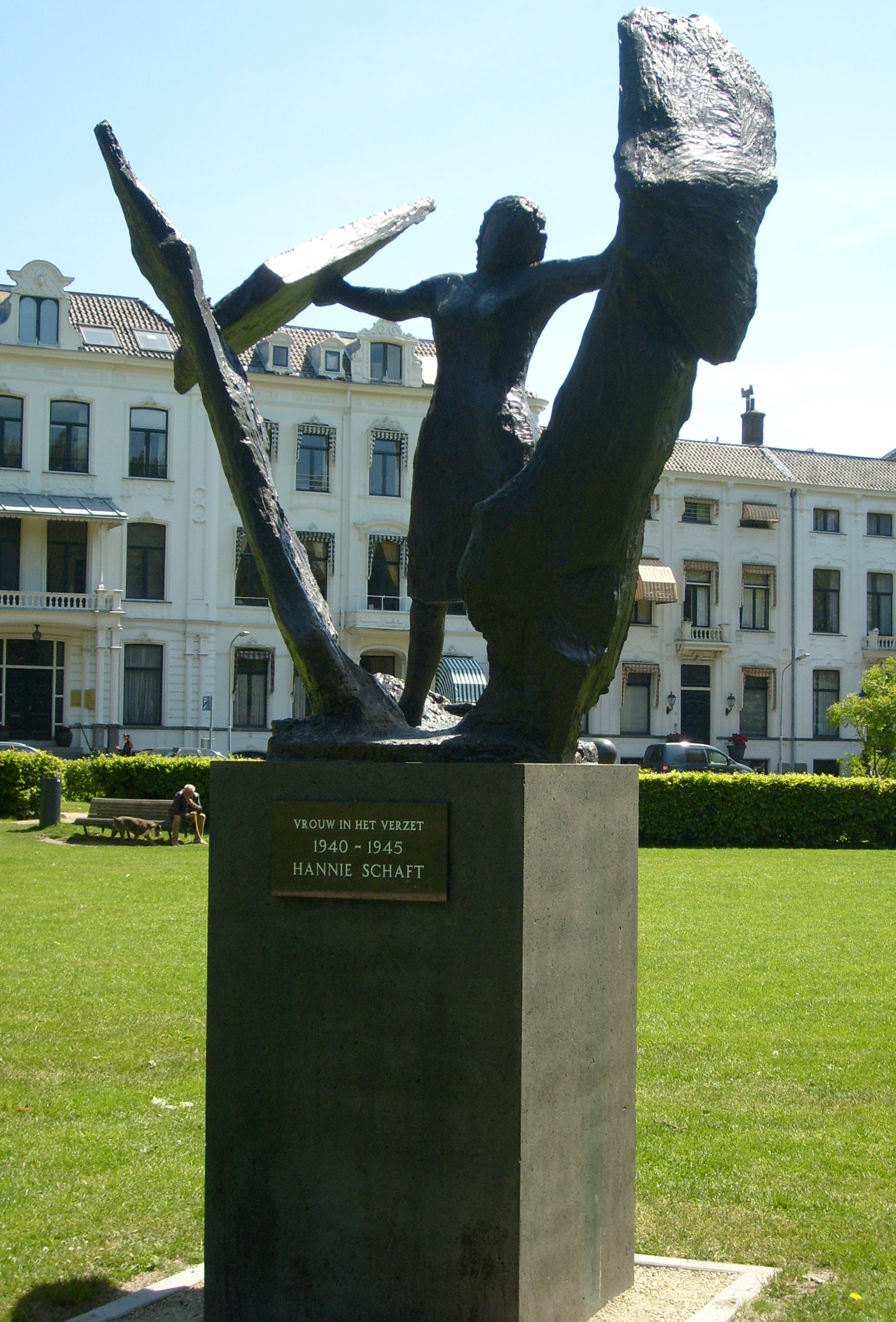
Hannie Schaft, Bronzestatue von Truus Menger, geb. Oversteegen, errichtet 1982 im Kenaupark, Haarlem

Jannetje Johanna „Jo“ Schaft (* 16. September 1920 in Haarlem; † 17. April 1945 in Bloemendaal) war eine niederländische Kämpferin des kommunistischen Widerstands gegen den Nationalsozialismus während des Zweiten Weltkrieges. Von den deutschen Besatzern wurde sie „das Mädchen mit dem roten Haar“ (Het meisje met het rode haar) genannt. Ihr Deckname in der Widerstandsbewegung war Hannie.

## Biografie

### Familie, Studium, erste Aktionen gegen die Nationalsozialisten
Jannetje Johanna Schaft, genannt Jo bzw. Jopie, wurde als jüngste Tochter des Lehrers Pieter Schaft und seiner Ehefrau Aafje Talea Vrijer, einer Mennonitin, 1920 in Haarlem bei Amsterdam geboren. Ihr Vater war Mitglied im sozialistischen Lehrerverband und in der Sozial-Demokratischen Arbeiterpartei der Niederlande (SDAP). Jo Schaft, die 1938 ein Jurastudium an der Universität Amsterdam aufnahm, war mit zwei niederländischen jüdischen Studentinnen befreundet, die ebenfalls der Partei nahestanden und sie über die Judenverfolgung im nationalsozialistischen Deutschland informierten. Bereits kurz nach Beginn des Zweiten Weltkriegs mit dem Überfall auf Polen unterstützte sie polnische Offiziere in deutscher Kriegsgefangenschaft mit Paketen. Nach der deutschen Besetzung der Niederlande im Mai 1940, der im Herbst desselben Jahres Repressalien gegen die niederländischen Juden folgten – ihre Kommilitoninnen Philine Polak und Sonja Frenk mussten ihr Studium aufgeben –, wurde sie mehr und mehr in der Widerstandsbewegung aktiv, indem sie politische Artikel für die Universitätszeitung verfasste, Flugblätter gegen die deutsche Besatzung druckte und verteilte, Verstecke für jüdische Verfolgte besorgte sowie Ausweispapiere und Essensmarken organisierte. Auch für Polak und Frenk stahl sie Ausweise und half ihnen unterzutauchen, als die niederländischen Juden 1942 zum Tragen von Judensternen gezwungen wurden. Als Schaft sich schließlich Anfang 1943 weigerte, eine Loyalitätserklärung gegenüber der nationalsozialistischen Universitätsverwaltung zu unterzeichnen, wurde ihr das weitere Studium verwehrt – den Bachelor hatte sie bereits erworben. Sie zog zu ihren Eltern nach Haarlem zurück und wandte sich dem militanten Widerstand zu.

### Arbeit im kommunistischen Widerstand
Unter dem Tarnnamen Hannie wurde sie Mitglied des Raad van Verzet, einer Widerstandsgruppe, die mit der niederländischen kommunistischen Partei verbunden war. Vor allem mit Truus Oversteegen, die sich bereits als Siebzehnjährige am kommunistischen Widerstand beteiligte, und deren jüngerer Schwester Freddie Oversteegen führte sie zum großen Teil erfolgreiche Anschläge auf hohe Repräsentanten der deutschen Besatzung wie Kader der Gestapo, verantwortliche niederländische Kollaborateure und „Verräter“ aus den eigenen Reihen aus.
Nachdem eine Untereinheit des Raad van Verzet in Velsen ohne Autorisierung durch die Leitung der Gruppe einen Bauern getötet hatte, übergab Schaft eine Liste der Beteiligten an ihre Vorgesetzten. Später wurde die Liste an den „Sicherheitsdienst“ übermittelt, was den Tod für diese Personen bedeutete. Nach Kriegsende wurde die Angelegenheit durch eine spezielle Kommission untersucht.

### Festnahme und Hinrichtung
Hannie Schaft war bei den deutschen Besetzern verhasst, weil sie bis kurz vor der Befreiung der Niederlande an militanten Aktionen beteiligt war. So erschossen sie und Jan Bonekamp am 21. Juni 1944 den Zaandamer Polizeioffizier und Kollaborateur Willem Ragut.Schaft schoss zuerst und traf Ragut in den Rücken, der es aber noch schaffte Bonekamp in den Bauch zu schießen, bevor dieser ihn tötete. Tödlich verwundet floh Bonekamp, wurde jedoch kurz darauf festgenommen und ins Krankenhaus gebracht. Dort gab er Schafts Namen und Adresse an niederländische Krankenschwestern weiter, die sich als Widerstandskämpferinnen ausgaben, aber in Wirklichkeit mit den Besatzern zusammenarbeiteten. Daraufhin wurden ihre Eltern verhaftet.
Bei ihrer Verhaftung Ende März 1945 trug sie auf einem Fahrrad mehrere Exemplare der kommunistischen Untergrundzeitung De Waarheid und eine Pistole bei sich. Obwohl es gegen Kriegsende eine Übereinkunft zwischen den deutschen Besatzern und den Binnenlandse Strijdkrachten gab, keine Frauen hinzurichten, wurde sie nach Verhören unter Folter am 17. April 1945 in den Dünen von Bloemendaal erschossen.

## Ehrungen

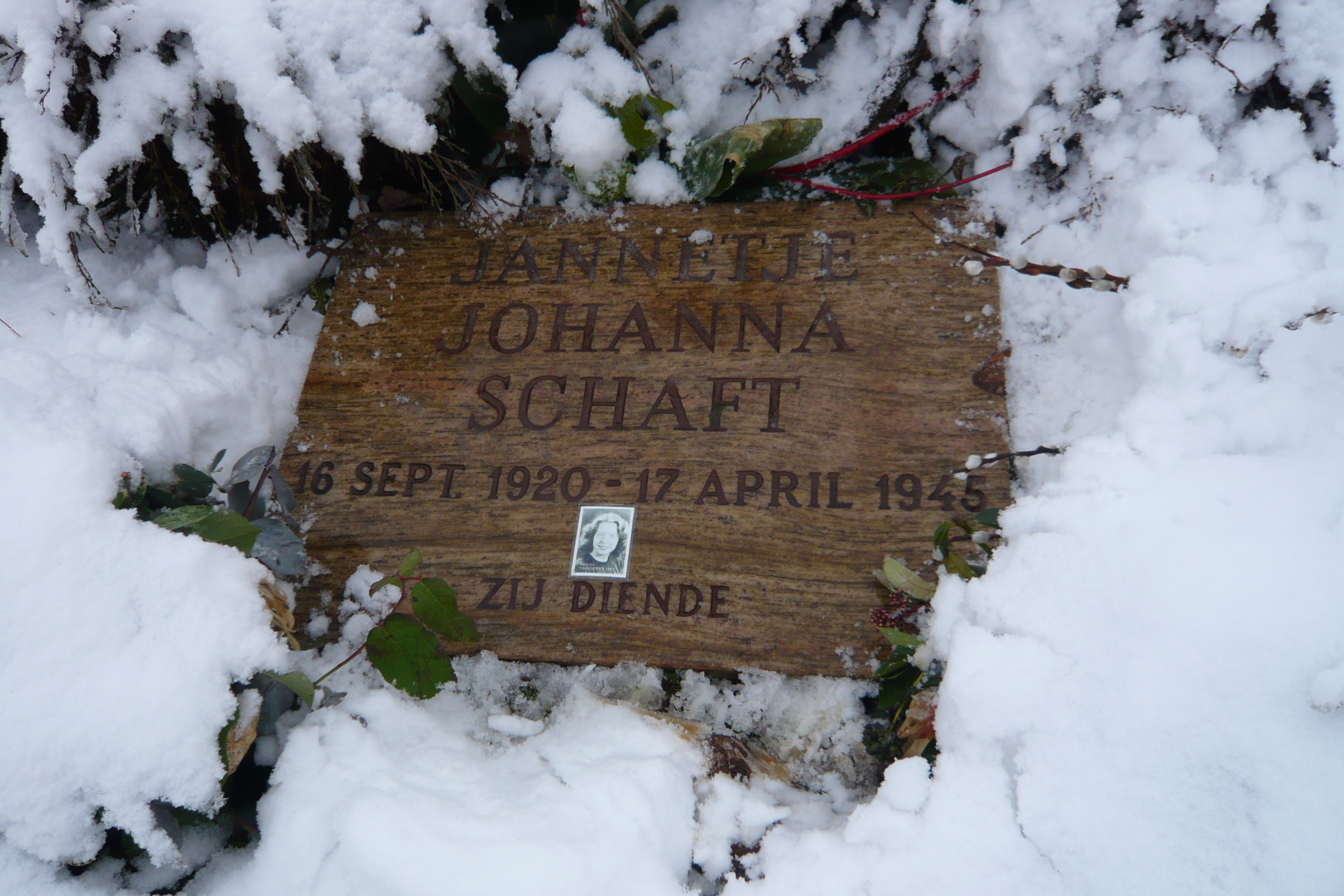
Ehrengrabstein Schafts in Bloemendaal

Nach Kriegsende wurden in den Dünen die sterblichen Überreste von 421 Männern und Hannie Schaft gefunden. Sie wurde am 27. November 1945 unter Teilnahme von Prinzessin Juliana und ihrem Ehemann Prinz Bernhard auf dem Ehrenfriedhof Bloemendaal beigesetzt. An jedem letzten Sonntag im November findet seitdem in Haarlem eine Gedenkveranstaltung für Hannie Schaft statt.
1982 enthüllte Prinzessin Juliana im Kenaupark von Haarlem eine Bronzefigur, geschaffen von der Widerstandskämpferin und Bildhauerin Truus Menger, geborene Oversteegen, die an Hannie Schaft erinnert. Schaft wurde auch mit dem Verzetskruis, als „Gerechte unter den Völkern“ und von Eisenhower mit der US-Medal of Freedom (1945) geehrt.
Eine Reihe von Schulen und Straßen sind nach ihr benannt. Zum Gedenken an sie und andere Widerstandsheldinnen wurde eine Stiftung gegründet, die Stichting „Nationale Hannie Schaft-herdenking“.

## Hannie Schaft in Büchern und Filmen
Über sie entstanden einige Bücher und Filme. Sie inspirierte Harry Mulisch zur Romanfigur der Truus Coster in seinem 1982 erschienenen Roman Das Attentat. In De Aanslag, der Verfilmung des Romans (Regie: Fons Rademakers), übernahm Monique van de Ven 1986 diese Rolle. Ineke Verdoner schrieb ein Lied über sie. Der Schriftsteller Theun de Vries verfasste ihre Biographie, welche die Grundlage für Ben Verbongs Film Het meisje met het rode haar aus dem Jahr 1981 war, in welchem Hannie Schaft von Renée Soutendijk dargestellt wurde. 2015 wird Het meisje met het rode haar als Musical in den Niederlanden aufgeführt. Sophie Poldermans hat über sie und die zwei Oversteegen Schwestern ein Buch geschrieben. Im Jahr 2024 erschien der Roman Wir waren nur Mädchen (englischer Originaltitel To Die Beautiful) von Buzzy Jackson nach Hannie Schafts Geschichte. Er wurde in weitere Sprachen übersetzt.